# Lange Straße (Güstrow)

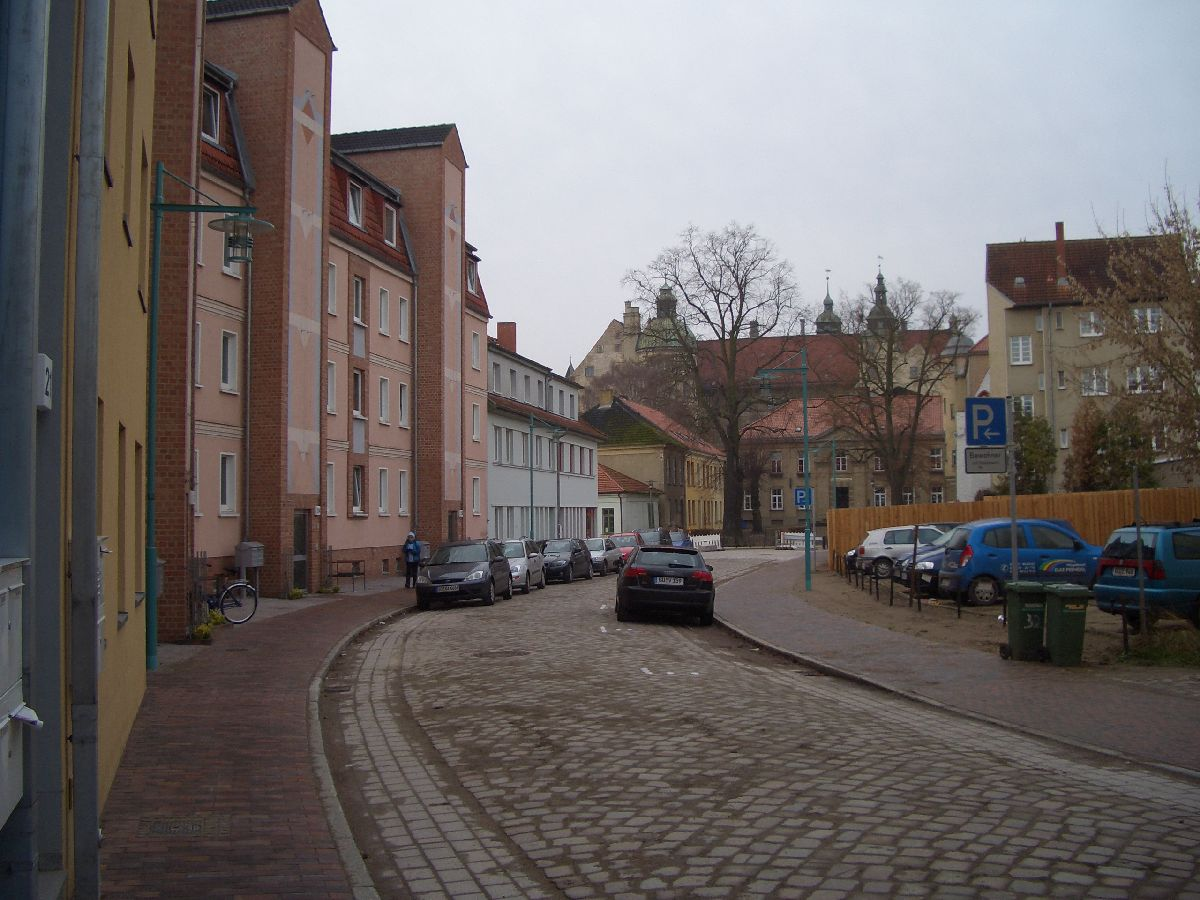
Blick aus der Langen Straße auf das Güstrower Schloss.

Die Lange Straße ist eine Straße in Güstrow. Sie liegt an der östlichen Altstadtgrenze in der Nähe des Güstrower Schlosses und verbindet in Nord-Süd-Richtung die Straße Am Berge mit der Gleviner Straße. Für den Altstadtbereich bildet sie mit 325 Metern die längste zusammenhängende Straße.

## Nebenstraßen
Die Nebenstraßen und Anschlussstraßen wurden benannt als Am Berg nach dem Gefälle zur Nebelniederung, Mühlenstraße nach den früheren Wassermühlen im Mühlenquartier, Hollstraße nach den siedelnden Holsteinern im Rahmen der Ostbesiedlung, Kattrepel im niederdeutschen gebräuchlicher Straßen- und Ortsname nach der katt als Katze und repel so viel wie sich drehen oder auch Seil, Grepelstraße und Gleviner Straße nach dem nicht erhaltenen slawischen Dorf Glevin an der Chaussee Richtung Neubrandenburg.

## Geschichte

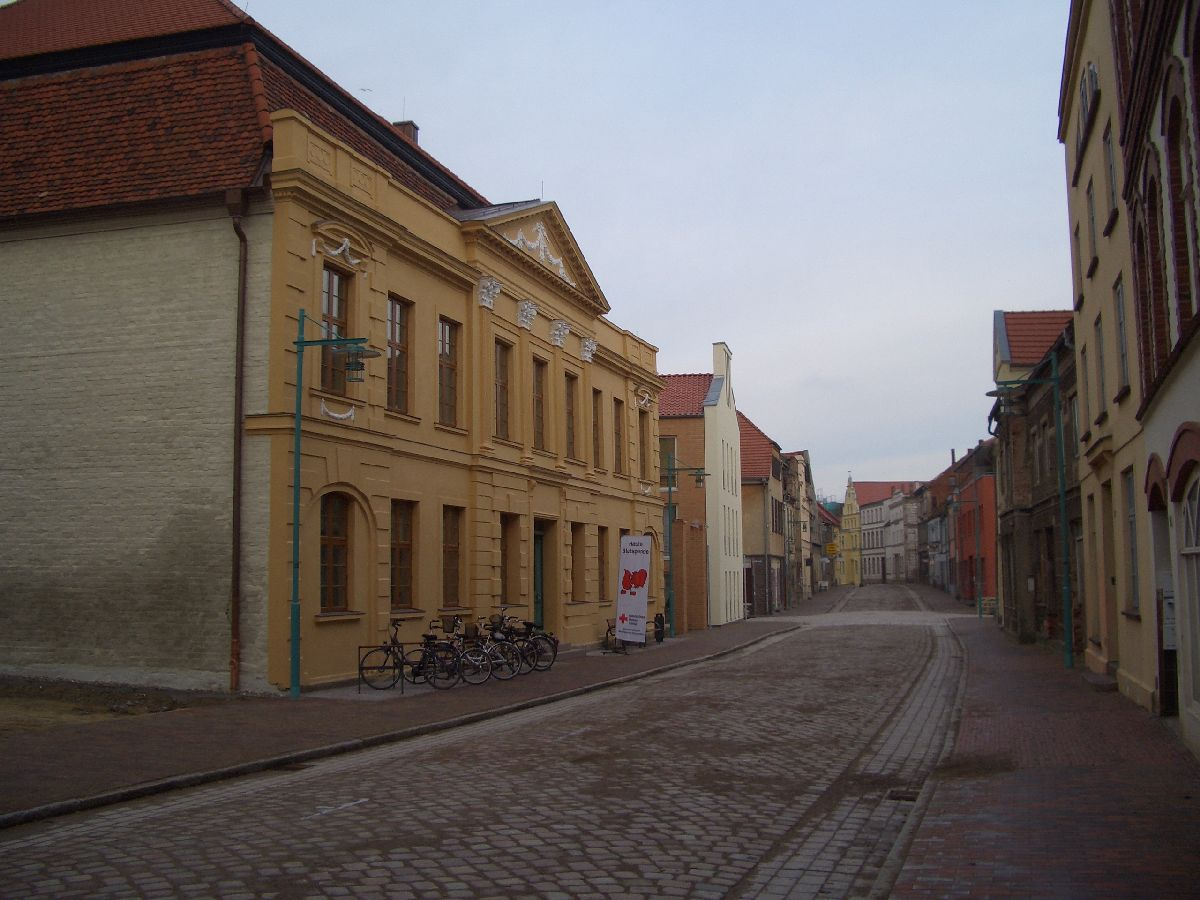
Nordblick, links Nr. 41: Alte Schule

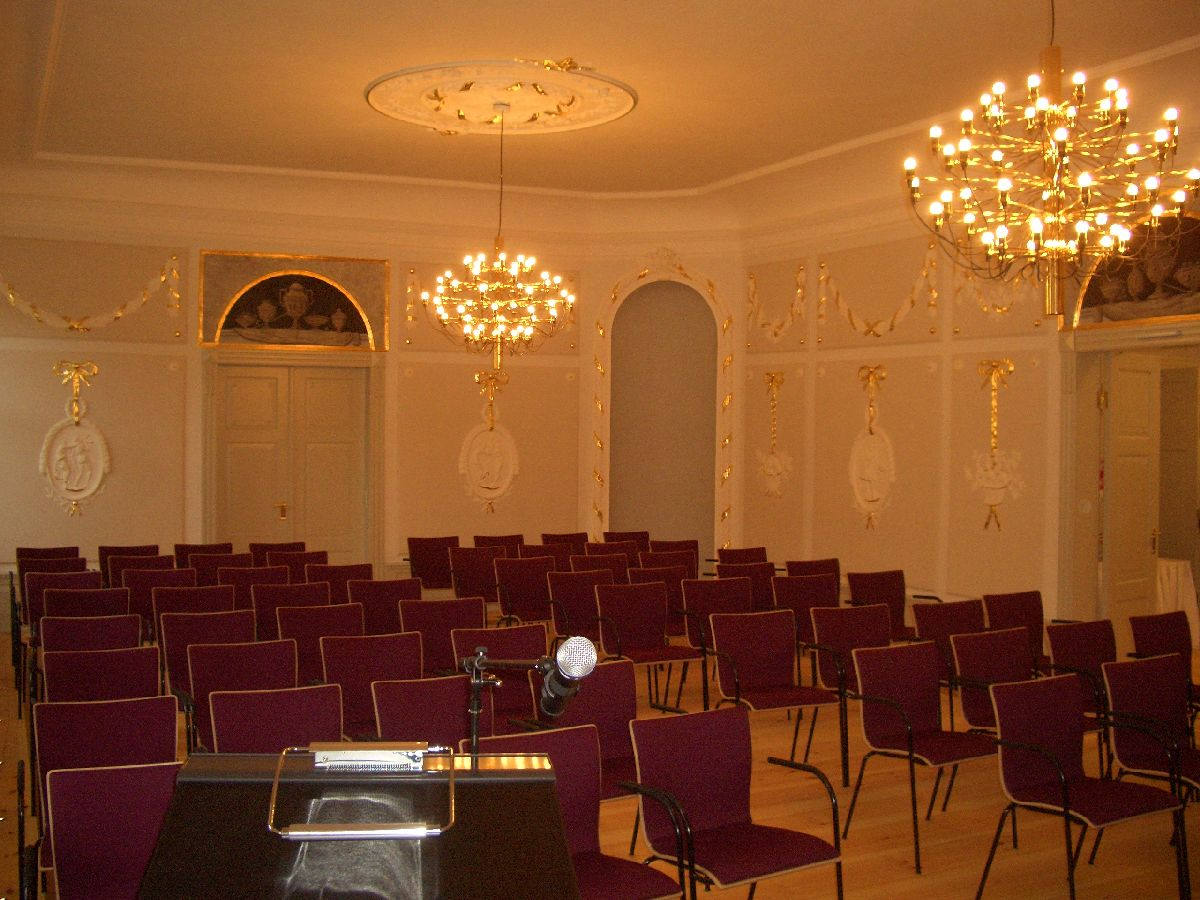
Festsaal Alte Schule

Ab 1991 wurde die historische Altstadt als früheres Nationales Flächendenkmal und nun Modellstadt der Städtebauförderung saniert und so auch die Straße und viele Häuser.

Nach acht Monate dauernden Sanierungsarbeiten wurde sie Anfang Dezember 2009 wieder für den Verkehr freigegeben. Die Straßensanierung kostete 1,36 Millionen Euro und wurde über die Städtebauförderung finanziert. In der Langen Straße 41 befand sich eine Schule. Sie wurde über Jahrhunderte bis zu DDR-Zeiten als Grundschule genutzt und weist einen Festsaal mit bemerkenswerten klassizistischen Verzierungen auf. Das Gebäude wird heute vom Deutschen Roten Kreuz als Altenpflegeheim genutzt.

## Gebäude, Anlagen (Auswahl)
An der Straße stehen zumeist zwei- und einige dreigeschossige Häuser. Die mit (D) gekennzeichneten Häuser stehen unter Denkmalschutz.
Westseite
- Mühlenstraße Nr. 42, Ecke Lange Straße: 2-gesch. saniertes Wohn- und Geschäftshaus mit Fachwerkgiebel, früher Konsumladen, heute Restaurant
- Nr. 1: 3-gesch. neoklassizistisches saniertes Wohnhaus, früher seit 1885 Firmen- und Wohngebäude der  Buchdruckerei der Bever & Lange mit Druck und Redaktion des Güstrower Anzeiger bis 1935, Druckerei bis 1968, Neubau mit erhaltener Fassade
- Nr. 3: 2-gesch. Wohnhaus, denkmalgeschützte Fassade (D)
- Nr. 5: 2-gesch. Wohnhaus (D)
- Nr. 6: 2-gesch. klassizistisches Wohnhaus (D), Hinterhaus um 1900 mit Schmiede bis nach 1939, dann Schlosserei; Vorderhaus mit seit um 1783 Gastwirtschaft mit ständig wechselnden Namen, heute mit Restaurant
- Nr. 7: 2-gesch. Wohnhaus (D), in den 1990er Jahren saniert
- Nr. 8: 2-gesch. Wohnhaus, in den 1990er Jahren saniert
- Nr. 9: 2-gesch. Wohnhaus (D) mit Walmdach
- Nr. 10: Früher Wohnhaus (D), nach Abriss folgte ein 3-gesch. Neubau
- Nr. 11: 2-gesch. Wohnhaus, in den 1990er Jahren saniert
- Nr. 12: 2-gesch. Wohn- und Geschäftshaus (D)
- Nr. 13: 2-gesch. Wohnhaus, in den 1990er Jahren saniert
- Nr. 15: Früher 2-gesch. Wohnhaus (D); nach 2000: 4-gesch. Neubau der Allgemeine Wohnungsbaugenossenschaft Güstrow (AWG)
- Nr. 16: 4- gesch. neues Wohnhaus, früher klassizistisches Gebäude von um 1783 mit einer Gaststätte, 1880 Lokal Stadt London, ab 1890 auch Hotel, ab um 1914/15 Fremdenhof Stadt Hamburg, seit 1933 auch mit Stadtcafé, 1996 musste es abgebrochen werden, Neubau zusammen mit Nr. 15 durch die AWG als Mehrgenerationenhaus mit 17 Wohnungen
- Nr. 17: 2-gesch. Wohnhaus (D)
- Nr. 18: 3-gesch. Wohnhaus (D), in den 1990er Jahren saniert
- Nr. 19: 2-gesch. neoklassizistisches Wohn- und Geschäftshaus (D), in den 1990er Jahren saniert
- Nr. 20: 2-gesch. Wohnhaus mit Wirtschaftsgebäude (D)
- Nr. 23–25: 3-gesch. Wohnhäuser der WGG mit Mansarddächern, in den 1990er Jahren saniert
- Nr. 26, Ecke Gleviner Straße Nr. 16: 3-gesch. neues Wohn- und Geschäftshaus von um 2015

Ostseite
- Nr. 27–31: 4-gesch. neues Wohnhaus von nach 2015
- Nr. 32: 2-gesch. Wohnhaus (D)
- Nr. 36: 2-gesch. Wohnhaus (D)
- Nr. 41: 2-gesch. 9-achsiges klassizistisches Palais von nach 1793 des Hofgerichtsadvokaten Joachim Christoph Breslach (D), mittiges Giebelrisalit, Mansarddach, dann Postamt Güstrow von 1831 bis 1866, danach ab 1890 höhere Töchterschule und dann (Alte) Schule bis um 1990, nach Leerstand Umbau zur  Seniorenwohnanlage des Vierten Viertels des DRK, frühklassizistischer Festsaal heute Begegnungsstätte
- Nr. 42: 2-gesch. Wohnhaus (D)
- Nr. 43: 3-gesch. Wohnhaus (D), Giebelhaus
- Nr. 45: 2-gesch. saniertes Wohnhaus (D)
- Nr. 47: 2-gesch. Wohnhaus (D), in den 1990er Jahren saniert
- Nr. 48: 2-gesch. Wohnhaus (D)
- Nr. 49: 2-gesch. Wohnhaus (D)
- Nr. 51: 2-gesch. Wohnhaus, in den 1990er Jahren saniert
- Nr. 52: 2-gesch. Wohnhaus, in den 1990er Jahren saniert
- Nr. 53: 2-gesch. Wohnhaus, saniert